# Rowertour
Rowertour – ogólnopolski miesięcznik rowerowo-turystyczny, ukazujący się od marca 2008 r. do grudnia 2019 r. 
Wydawcą był Dom Wydawniczy „Kruszona” z Poznania. Funkcję redaktora naczelnego pełniła Izabela Dachtera-Walędziak, którą dwukrotnie zastępował Marek Rokita. Ponad połowę objętości magazynu zajmowały relacje z wycieczek i wypraw rowerowych po Polsce i zagranicy. „Rowertour” publikował również poradniki, raporty, korespondencje z podróży, wywiady z osobami związanymi z rowerem i turystyką rowerową, a także artykuły luźniej związane z turystyką rowerową, zamieszczane w działach „styl życia” i „rower w mieście”. Od 2010 do 2019 roku pismo organizowało konkurs o nagrodę „Rowertouru” na najciekawszy opis wycieczki w kategoriach Polska, zagranica oraz wycieczki z dziećmi (przez pierwsze 3 edycje: Polska, Europa i świat). Pod koniec 2019 r. Lech Kruszona, właściciel Domu Wydawniczego „Kruszona” zdecydował o zawieszeniu wszystkich wydawanych tytułów, w tym „Rowertouru”.

## Stałe rubryki
- Kalejdoskop - publikowany na pierwszych stronach, zwykle czterech; zawiera aktualne informacje, kalendarium amatorskich zawodów kolarskich, krótkie sprawozdania z rowerowych imprez, przede wszystkim turystycznych.
- Na szlaku - największy dział; zawiera kilka opisów wycieczek i wypraw rowerowych po Polsce (od 3 do 5) i zagranicy (2 lub 3); są to opisy zawierające m.in. mapkę trasy i informacje praktyczne.
- Wyprawa numeru - rozwinięcie rubryki „na szlaku” - wybrana wyprawa zagraniczna, zwykle najtrudniejsza i najdłuższa.
- Rowerowa baza podjazdów - krótki opis wybranego podjazdu szosowego w Polsce, ilustrowany mapką i wykresem; autorem rubryki jest Michał Książkiewicz.
- Poradnik - zwykle 2 lub 3 poradniki ukierunkowane na turystykę rowerową; zazwyczaj 1 lub 2 teksty dotyczą sprzętu rowerowego.
- Rower w mieście - rubryka odbiegająca od podstawowej zawartości pisma; zawiera przede wszystkim informacje dotyczące codziennego poruszania się rowerem po mieście.
- Styl życia - 1 lub 2 artykuły, często w formie wywiadu, o tematyce zwykle luźno związanej z turystyką rowerową, ale również rozmowy z podróżnikami.
- Korespondencja - artykuł pisany w drodze przez osoby, które aktualnie są w podróży rowerem przez egzotyczne zakątki świata lub właśnie z niej wróciły; w tej rubryce nie ma informacji praktycznych.

## Raport „Rower w mieście” i ranking miast przyjaznych rowerzystom
- Co dwa lata „Rowertour” publikował raport na temat infrastruktury i polityki rowerowej w polskich miastach. Pierwsza edycja ukazała się w kwietniu 2010 r. i objęła 16 miast wojewódzkich[2]. Druga edycja raportu i pierwszy ranking miast przyjaznych rowerzystom ukazały się w listopadzie 2012 r. i dotyczyły 41 największych miast w Polsce[3]. W rankingu zwyciężył Gdańsk przed Słupskiem i Wrocławiem. Za miasta najmniej przyjazne rowerzystom zostały uznane kolejno: Bielsko-Biała, Rybnik i Gorzów Wielkopolski[4]. Trzecia edycja raportu i drugi ranking ukazały się w listopadzie 2014 r.[5]. Ponownie uwzględniono 41 największych miast Polski. Ponownie za miasto najbardziej przyjazne rowerzystom uznano Gdańsk. Drugie miejsce przypadło Wrocławiowi, zaś trzecie - Toruniowi. Ostatnie miejsca zajęły kolejno Sosnowiec, Rybnik i Legnica. Kolejna edycja ukazała się w listopadowym numerze 2016 r.[6] Po raz kolejny wygrał Gdańsk, tym razem przed Toruniem i Wrocławiem. Trzy ostatnie lokaty przypadły Sosnowcowi, Bytomiowi i Bielsku-Białej. Ostatni raport i ranking ukazały się w listopadzie 2018 r. Tym razem zwyciężył Wrocław, drugie miejsce zajął Gdańsk, zaś trzecie - Radom. Na trzech ostatnich miejscach uplasowały się miasta, które odmówiły udzielenia informacji na temat swojej polityki i infrastruktury rowerowej, czyli Wałbrzych, Legnica i Jaworzno.